# Olegario de los Cuetos Castro
Olegario de los Cuetos y Castro (Ferrol, La Corunya, 6 de març de 1795 - Madrid, 28 de desembre de 1844) va ser un marí i militar espanyol, capità de navili de la Reial Armada Espanyola, Ministre d'Estat i Ministre de Marina en 1843.

## Biografia
Olegario Miguel María Domingo de los Cuetos y Castro era fill del llavors tinent de navili Miguel de los Cuetos y Torres, director de l'Acadèmia de Guàrdies Marines de Ferrol, i de Rosa Ramona de Castro, net per via paterna de Manuel de los Cuetos, natural de Cantàbria, tal com figura en el seu expedient conservat en l'Arxiu Militar General de l'Armada, va ser marí de l'Armada Espanyola, aconseguint el grau de Capità i es va distingir durant l'últim període de la Guerra del francès. Va manar la balandra General Castaños que, en el bloqueig de Cartagena de Indias, va contribuir amb eficàcia a rendir la plaça.
Va obtenir plaça de guardiamarina l'1 de maig de 1809 en el Departament de Cadis, on es trobava el seu pare destinat, amb només catorze anys, a causa de l'amistat el seu pare amb el director de l'Acadèmia de Cadis, Agar. Amb motiu de la Guerra del francès i el setge de Cadis per les tropes napoleòniques, els oficials estaven poc temps a les classes teòriques. Així, aprovats els primers exàmens, va ser destinat a la l'artilleria que defensava l'Arsenal de la Carraca (13 de febrer a 13 de març de 1810).
Pel seu valor en combat es va graduar com a alferes de fragata, el 30 de desembre de 1810, passant destinat a embarcar-se primer en la fragata Venganza, amb la qual va viatjar fins a Ferrol, a la seva arribada va rebre l'ordre de transbordar a la fragata Esmeralda, tornant-hi a la badia de Cadis l'11 de juny de 1811. Com a oficial subordinat, va estar viatjant-hi per ser destinada a diverses comissions en altres països del Mediterrani, tornant el 24 d'octubre. En desembarcar se li va donar l'ordre de transbordar al navili Asia, salpant el 12 de novembre amb destinació a l'Havana. Des d'allí va prosseguir viatge a Veracruz, tornant a l'Havana d'on va salpar el 17 de maig de 1813 rumb a la badia de Cadis, arribant sense contratemps. Va rebre l'ordre de transbordar al navili Algeciras l'1 d'agost següent, en el qual va romandre fins a l'1 de desembre del mateix any, demanant i sent-li concedida una llicència el 14 de gener de 1814, per assumptes particulars.
En acabar-se-li la llicència es va incorporar el 19 de setembre següent, rebent l'ordre d'embarcar-se en el navili San Pedro Alcántara, en el qual va romandre fins a l'11 de gener de l'any de 1815. D'allí fou traslladat a la goleta Patriota, amb la qual va salpar formant part de l'esquadra al comandament de Pascual Enrile Acedo el 17 de febrer següent, per donar escorta al comboi que transportava l'exèrcit del general Morillo, amb rumb a Amèrica i a fi de detenir la revolta independentista.
Home d'ideologia liberal, format més aviat en els ambients americans, va voler acudir en defensa del constitucionalisme quan es va produir a Espanya la invasió dels Cent Mil Fills de Sant Lluís. Per ajudar en un pla per a un alçament en defensa del constitucionalisme, va aconseguir que un amic li deixés 1000 duros, que va aportar a l'empresa.
Tornat a Espanya, el seu company de desterrament Mendizábal li va confiar alts càrrecs en el Ministeri de Marina, que la seva cartera va portar a exercir en 1843 -amb Álvaro Gómez Becerra-. al mateix temps que la de Ministre d'Estat, encara que aquesta última amb caràcter interí. Va pertànyer al Partit Progressista.
Francisco de Paul Pavía deixà el següent comentari sobre Olegario de los Cuetos:
| « | «Com a oficial subaltern de l'Armada i en l'exercici de la seva professió naval, va ser avantatjat i va exercir amb encert els comandaments i comissions que se li van confiar. Llançat en les conteses polítiques de la seva pàtria i compromès en les societats secretes, es va desviar de la senda que en el nostre sentir ha d'observar tot bon militar, això és, ser fidel al Govern constituït i tornar l'esquena a les dissensions civils de la pàtria; aquest procedir que anatematitzem, com ho hem fet amb altres personatges que van ocupar els primers càrrecs de l'Estat, li va produir la seva llarga emigració. Enmig del seu maneig, va tenir una qualitat que segurament l'enalteix als ulls de la història, que va ser el que sempre va figurar en el partit progressista i mai va tractar de créixer en el tràfic d'opinions; així va ser que va morir pobre com uns altres il·lustres patricis del seu mateix bàndol. El Sr. Cuetos, en la seva condició privada, era simpàtic i excel·lent subjecte, i l'Armada, com vam deixar relacionat, li és deutora de notables beneficis». | » |